# 中嶋紳乃介
中嶋紳乃介（なかじま しんのすけ、1992年12月24日 - ）は、日本の男性総合格闘家。
滋賀県大津市出身。日本滋賀県大津市在住。
現WOFC世界バンタム級王者。WOFC初代世界バンタム級王者。
2024年、皇子山MMA代表の中嶋紳乃介が、世界的な格闘技イベント「Catch Wrestling World Championship」において世界3位の快挙を達成。

### 戦績

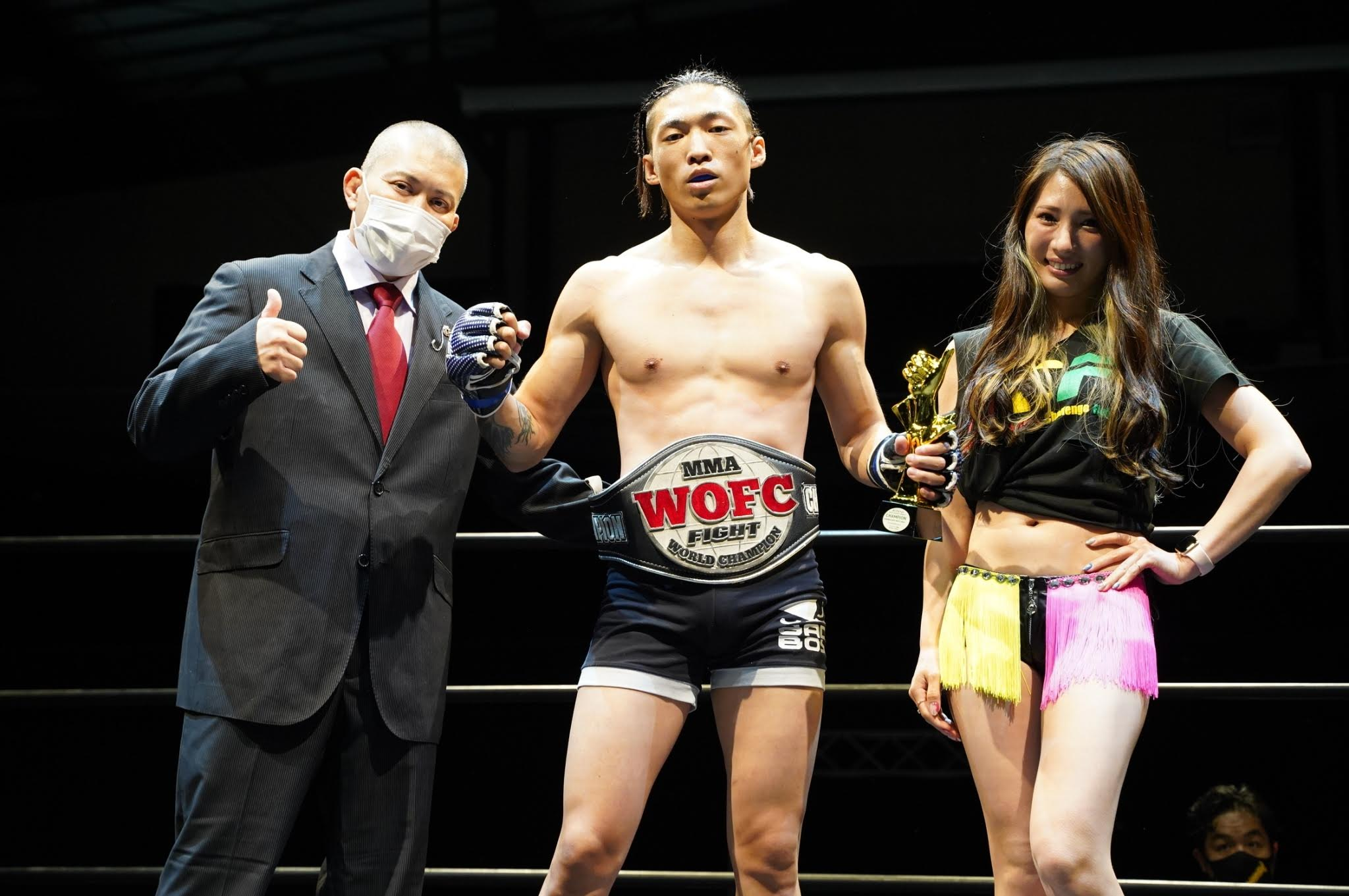
WOFC世界バンタム級チャンピオン-中嶋紳乃介